# Lista stațiilor radio din Republica Moldova

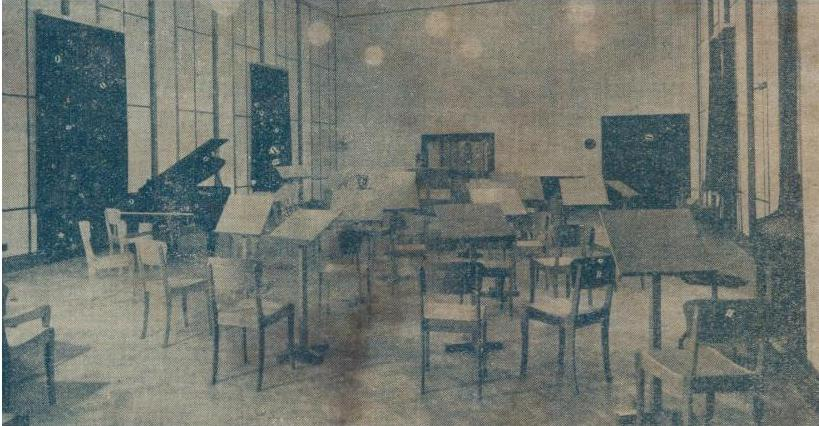
Radio Basarabia înaintea ocupației sovietice din 1940

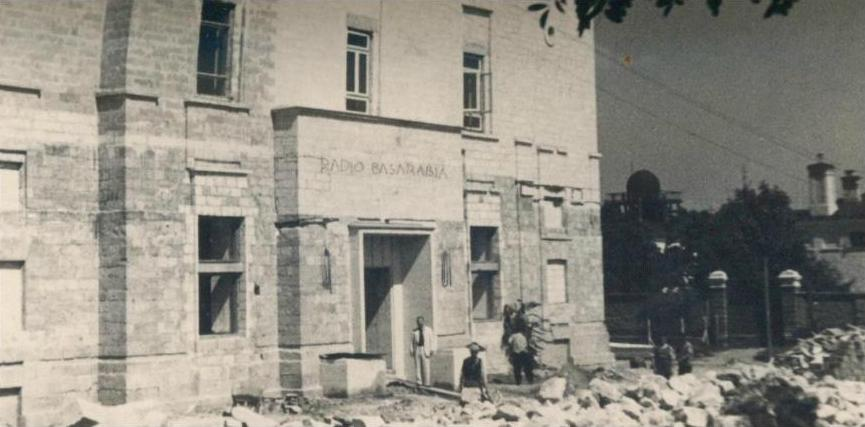
Clădirea postului radio Chișinău în 1937, la începerea lucrărilor de construcție

Primul post de radio din Chișinău, Radio Basarabia, a fost inaugurat oficial pe 8 octombrie 1939, prin transmiterea liturghiei de la Catedrala Mitropolitană din Chișinău.
Lista stațiilor de radio în FM (87,50 - 108,00 MHz cu o rată de 50 kHz) și VHF (65,81 - 74,00 MHz cu o rată de 30 kHz) în Chișinău la 22 iunie 2008: